# Mołdawinek
Mołdawinek (deutsch Neu Maldewin) ist ein Dorf in der Woiwodschaft Westpommern in Polen. Es gehört zur Gmina Radowo Małe (Gemeinde Klein Raddow) im Powiat Łobeski (Labeser Kreis).

## Geographische Lage
Das Dorf liegt in Hinterpommern, etwa 60 Kilometer nordöstlich von Stettin und etwa 20 Kilometer nordwestlich der Kreisstadt Labes. 

## Geschichte
Ab dem 19. Jahrhundert bildete Neu Maldewin eine Landgemeinde im Kreis Regenwalde der preußischen Provinz Pommern. Im Jahre 1910 zählte Neu Maldewin 104 Einwohner. Später, wohl in den 1920er Jahren, wurde Neu Maldewin in die benachbarte Landgemeinde Maldewin eingemeindet, zu der es bis 1945 gehörte.
Nach dem Zweiten Weltkrieg kam Neu Maldewin, wie ganz Hinterpommern, an Polen. Die Bevölkerung wurde durch Polen ersetzt. Der Ortsname wurde zu „Mołdawinek“ polonisiert. Heute liegt das Dorf in der polnischen Gmina Radowo Małe (Gemeinde Klein Raddow) und gehört zum 
Schulzenamt Mołdawin.